# Chiliotis germaini
Chiliotis germaini là một loài bọ cánh cứng trong họ Cryptophagidae. Loài này được Grouvelle miêu tả khoa học năm 1919.